# Eschweilera sclerophylla
Eschweilera sclerophylla é uma espécie de lenhosa da família Lecythidaceae.
Apenas pode ser encontrada no seguinte país: Colômbia.